# Julia Zakia
Julia Zakia (anhörenⓘ; geboren 1982) ist eine brasilianische Regisseurin, Drehbuchautorin, Kamerafrau und Produzentin.

## Leben und Werk
Sie studierte an der Universität São Paulo mit Schwerpunkt Regie und Kamera. Nach dem Studium führte Zakia Regie bei sechs Kurzfilmen und zwei Spielfilmen. 2004 gründete sie mit Partnern Gato do Parque, eine Produktionsfirma mit Fokus auf audiovisuelle Produktionen für Kino und Fernsehen. Nach der Arbeit an dem Kurzfilm Tarabatara über eine Sinti-und-Roma-Familie, die im Nordosten Brasiliens lebt, schrieb sie das Drehbuch für ihren ersten Spielfilm Rio Cigano (Gypsi River). Dafür lebte sie ein Jahr lang in Serbien und Bosnien. Der Film, aufgenommen in die Berlinale Talents, erzählt die Geschichte zweier Cousinen, die getrennt voneinander aufwachsen.
Für den Kurzfilm Rã (Frogs/Frösche), der als einer von 19 brasilianischen Filmen bei der Berlinale 2020 in der Sektion Generation Kplus lief, war sie neben Ana Flavia Cavalcanti an der Regie beteiligt sowie für Montage und Produktion verantwortlich.

## Filmografie (Auswahl)
- 2004: My Grandpa’s Hat
- 2006: Fig Tree’s Story
- 2007: Tarabatara
- 2009: Rough Stone
- 2013: Gypsi River
- 2019: Planet Factory, Rã (Frösche)